# Aires de Ornelas e Vasconcelos
Aires de Ornelas e Vasconcelos, né le 18 septembre 1837 à  Funchal (Madère, Portugal) et mort le 28 novembre 1880, est un prélat, évêque de Funchal, puis archevêque de Goa.

## Biographie
Ayres d'Ornellas naît à Funchal en 1837. Il est le fils de Aires de Ornelas e Vasconcelos.
En 1853, il part étudier à Coimbra et défend sa thèse de théologie en 1860 devenant docteur en théologie. Il retourne à Madère et devient prêtre la même année.
Il est d'abord évêque coadjuteur de Madère en 1871 puis évêque de Madère en 1872 avant de devenir évêque de Goa en Inde en 1874.